# Nomanica
Nomanica je naselje u gradu Leskovcu, Jablanički upravni okrug, Srbija. Prema popisu iz 2022. godine u Nomanici je živjelo 255 stanovnika.